# Greenhouse Gases Observing Satellite
Der Greenhouse Gases Observing Satellite (GOSAT), auch bekannt als japanisch Ibuki (いぶき, dt. „Atem; Hauch“), ist ein Erdbeobachtungssatellit und der erste Satellit, der zur Überwachung von Treibhausgasen eingesetzt wird. Er misst die Verteilung von Kohlendioxid und Methan an 56.000 Punkten der Erdatmosphäre. GOSAT wurde von der japanischen Weltraumagentur JAXA entworfen und am 23. Januar 2009 vom Tanegashima Space Center mit einer H-IIA gestartet. Bisher gibt es lediglich 282 landgestützte CO2-Messpunkte (Stand Oktober 2008), von denen sich die größte Zahl in den USA, Europa oder anderen Industrienationen befindet.
Die Messungen werden mit dem TANSO-Messgerät durchgeführt. TANSO steht für „Thermal and Near infrared Sensor for Carbon Observation“. Das Messgerät besteht aus den Modulen TANSO-FTS und TANSO-CAI. FTS steht für „Fourier Transform Spectrometer“, CAI steht für „Cloud and Aerosol Imager“.
Das auf Basis des Michelson-Interferometer arbeitende TANSO-FTS erlaubt, über Spektralmessungen auf vier Frequenzbändern, die Konzentration der Treibhausgase CO2, CH4 und H2O zu bestimmen.
Mit Hilfe des TENSO-CAI werden Dicke und Bedeckungsgrad durch Wolken und Aerosole bestimmt, um damit Messfehler des TANSO-FTS zu eliminieren.
Für Ibuki war eine Einsatzdauer von fünf Jahren geplant. Im Jahr 2014 wurde der Einsatz um vier Jahre verlängert und am 29. Oktober 2018 wurde der Nachfolgsatellit GOSAT 2 gestartet. Im Mai 2019 wurde bekannt, dass EUMETSAT und JAXA für künftige Messungen kooperieren werden.